# Тюп-Абаш
 Тюп-Аба́ш (укр. Тюп-Абаш, крымскотат. Tüp Abaş, Тюп Абаш) — упразднённое село в Джанкойском районе Республики Крым, располагавшееся на северо-востоке района, на одном из Сивашских полуостровов. Присоединено к исчезнувшему ныне селу Калиновке.

### Динамика численности населения

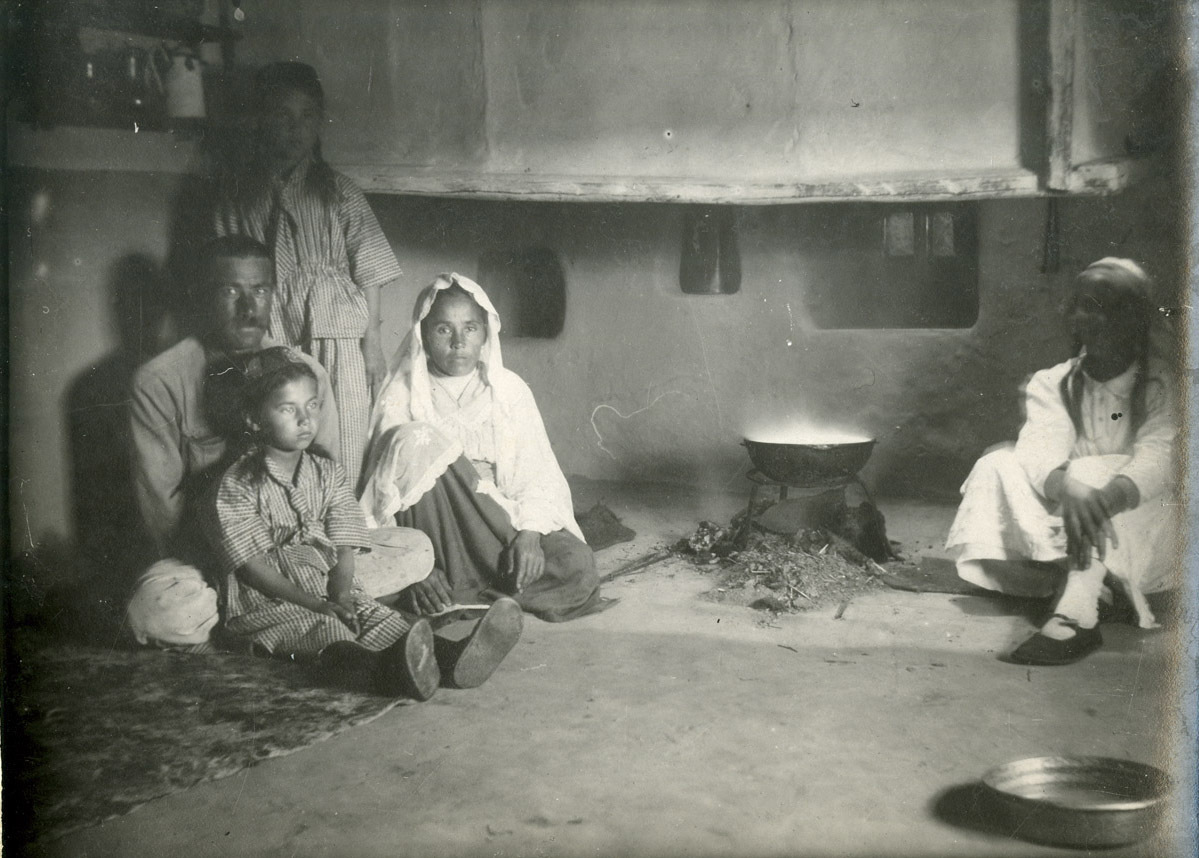
Внутренний вид дома в Тюп-Абаше. Татарская семья у очага 1925 г.

| - 1806 год — 80 чел. - 1864 год — 47 чел. - 1889 год — 132 чел. - 1892 год — 21 чел. | - 1900 год — 130 чел. - 1915 год — 174/13 чел. - 1926 год — 119 чел. - 1939 год — 138 чел. |

## История
Первое документальное упоминание села встречается в Камеральном Описании Крыма… 1784 года, судя по которому, в последний период Крымского ханства Дин Абаш входил в Таманский кадылык Карасубазарского каймаканства. После присоединения Крыма к России (8) 19 апреля 1783 года, (8) 19 февраля 1784 года, именным указом Екатерины II сенату, на территории бывшего Крымского Ханства была образована Таврическая область и деревня была приписана к Перекопскому уезду. После Павловских реформ, с 1796 по 1802 год, входила в Перекопский уезд Новороссийской губернии. По новому административному делению, после создания 8 (20) октября 1802 года Таврической губернии, Тюп-Абаш был включён в состав Таганашминской волости Перекопского уезда.
По Ведомости о всех селениях в Перекопском уезде состоящих с показанием в которой волости сколько числом дворов и душ… от 21 октября 1805 года в деревне Тип-Абаш числилось 14 дворов, 79 крымских татар и 1 ясыр. На военно-топографической карте генерал-майора Мухина 1817 года деревня Дип абаш обозначена с 13 дворами. После реформы волостного деления 1829 года Туп Абаш, согласно «Ведомости о казённых волостях Таврической губернии 1829 года», передали в состав Башкирицкой волости (переименованной из Таганашминской). На карте 1836 года в деревне 22 двора, как и на карте 1842 года.
В 1860-х годах, после земской реформы Александра II, деревню включили в состав Владиславской волости того же уезда. В «Списке населённых мест Таврической губернии по сведениям 1864 года», составленном по результатам VIII ревизии 1864 года, Тюп-Абаш — владельческая татарская деревня с 15 дворами, 47 жителями и мечетью при колодцах. На 1867 год в селении действовала татарская начальная школа. По обследованиям профессора А. Н. Козловского начала 1860-х годов, в селении вода в колодцах глубиной от 1,5—3 до 5 саженей (от 2 до 10 м) была частью солоноватая, а частью солёная. Согласно «Памятной книжке Таврической губернии за 1867 год», деревня Тюп Абаш была покинута жителями в 1860—1864 годах, в результате эмиграции крымских татар, особенно массовой после Крымской войны 1853—1856 годов, в Турцию и оставалась в развалинах. На трехверстовой карте Шуберта 1865—1876 года в деревне Тюп-Абаш отмечены 12 дворов. К 1886 году Владиславская волость была упразднена и в «Памятной книге Таврической губернии 1889 года» по результатам Х ревизии 1887 года записан Тюп-Абаш Байгончекской волости с 25 дворами и 132 жителями.
После земской реформы 1890 года отнесли к Ак-Шеихской волости. Согласно «…Памятной книжке Таврической губернии на 1892 год», в деревне Тюп-Абаш, не входившей ни в одно сельское общество, числился 21 житель в 5 домохозяйствах. По «…Памятной книжке Таврической губернии на 1900 год» в посёлке Тюп-Абаш числилось 130 жителей в 7 дворах. По Статистическому справочнику Таврической губернии. Ч.II-я. Статистический очерк, выпуск пятый Перекопский уезд, 1915 год, в деревне Тюп-Абаш Ак-Шеихской волости Перекопского уезда числилось 45 дворов (все дворы с землёй) с татарским населением в количестве 174 человек приписных жителей и 13 — «посторонних», из которых 106 мужчин и 81 женщина. Жители владели 517 десятинами удобной земли. В хозяйствах имелось 103 лошади, 50 коров и 200 голов мелкого скота
После установления в Крыму Советской власти, по постановлению Крымревкома от 8 января 1921 года № 206 «Об изменении административных границ» была упразднена волостная система и в составе Джанкойского уезда был создан Джанкойский район. В 1922 году уезды преобразовали в округа. 11 октября 1923 года, согласно постановлению ВЦИК, в административное деление Крымской АССР были внесены изменения, в результате которых округа были ликвидированы, основной административной единицей стал Джанкойский район и село включили в его состав. Согласно Списку населённых пунктов Крымской АССР по Всесоюзной переписи 17 декабря 1926 года, в селе Тюп-Абаш, Тюп-Кенегезского сельсовета Джанкойского района, числилось 28 дворов, из них 27 крестьянских, население составляло 119 человек, из них 103 татарина, 15 русских, 1 записан в графе «прочие». После образования в 1935 году Колайского района (переименованного указом ВС РСФСР № 621/6 от 14 декабря 1944 года в Азовский) село включили в его состав. По данным всесоюзной переписи населения 1939 года в селе проживало 138 человек.
В 1944 году, после освобождения Крыма от фашистов, согласно постановлению ГКО № 5859 от 11 мая 1944 года, 18 мая крымские татары были депортированы в Среднюю Азию. 12 августа 1944 года было принято постановление № ГОКО-6372с «О переселении колхозников в районы Крыма» и в сентябре 1944 года в район приехали первые новоселы (162 семьи) из Житомирской области, а в начале 1950-х годов последовала вторая волна переселенцев из различных областей Украины. С 25 июня 1946 года Тюп-Абаш в составе Крымской области РСФСР. Указом Президиума Верховного Совета РСФСР от 18 мая 1948 года, Тюп-Абаш присоединили к Калиновке.